# Ministeri de Salut d'Israel

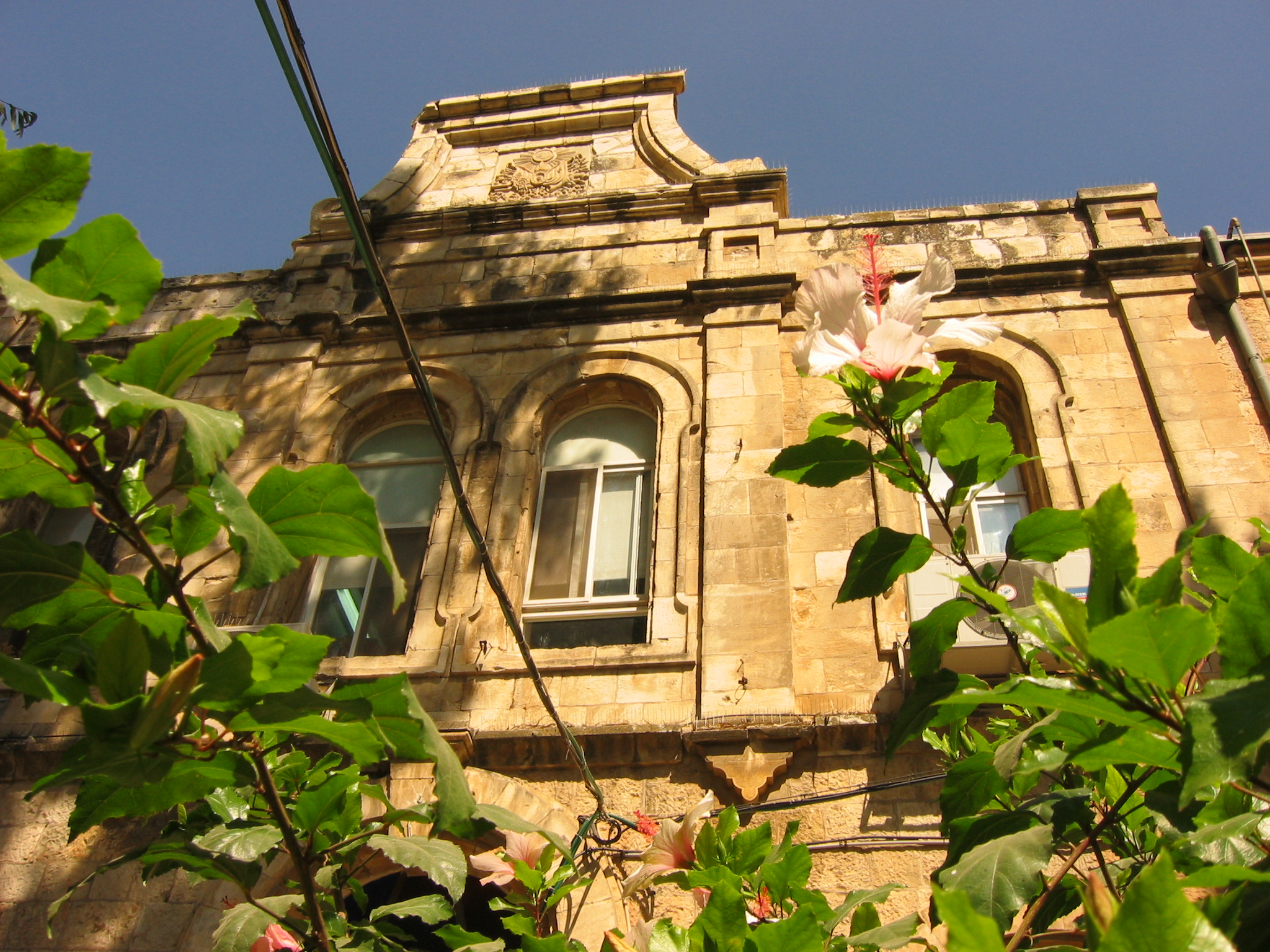
Edifici del Ministeri de Salut al carrer Jaffa, Jerusalem.

El Ministeri de Salut d'Israel (en hebreu: משרד הבריאות) (trasliteració: Misrad HaBriut) és un ministeri al govern israelià, responsable de la política de salut. El ministeri planifica, supervisa, llicencia i coordina els serveis de salut del país. A més de supervisar els serveis de salut prestats per Kupat Holim i centres de salut familiar com Tipat Halav, el ministeri manté els hospitals generals, hospitals psiquiàtrics, clíniques de salut mental, programes de tractament per l'abús de substàncies i instal·lacions dels malalts crònics. L'actual Ministre de Salut és Ja'akov Litzman.

## Ministres de Salut
| Ministre                  | Partit                   | Inici                  | Final                  |
| ------------------------- | ------------------------ | ---------------------- | ---------------------- |
| Haim-Moshe Shapira        | Front Unit Religiós      | 14 de maig de 1948     | 8 d'octubre de 1951    |
| Yosef Burg                | Hapoel HaMizrachi        | 8 d'octubre de 1951    | 24 de desembre de 1952 |
| Yosef Sapir               | Sionistes Generals       | 24 de desembre de 1952 | 29 de desembre de 1953 |
| Yosef Serlin              | Sionistes Generals       | 12 de desembre de 1953 | 29 de juny de 1955     |
| Dov Yosef                 | Mapai                    | 29 de juny de 1955     | 3 de novembre de 1955  |
| Yisrael Barzilai          | Mapam                    | 3 de novembre de 1955  | 2 de novembre de 1961  |
| Haim-Moshe Shapira        | Partit Nacional Religiós | 2 de novembre de 1961  | 12 de gener de 1966    |
| Yisrael Barzilai          | Independent              | 12 de gener de 1966    | 15 de desembre de 1969 |
| Haim Gvati                | L'Alineació              | 22 de desembre de 1969 | 27 de juliol de 1970   |
| Victor Shem-Tov           | Independent              | 27 de juliol de 1970   | 20 de juny de 1977     |
| Eliezer Shostak           | Likkud                   | 20 de juny de 1977     | 13 de setembre de 1984 |
| Mordechai Gur             | L'Alineació              | 13 de setembre de 1984 | 20 d'octubre de 1986   |
| Shoshana Arbeli-Almozlino | L'Alineació              | 20 d'octubre de 1986   | 22 de desembre de 1988 |
| Ja'akov Tzur              | L'Alineació              | 22 de desembre de 1988 | 15 de març de 1990     |
| Ehud Olmert               | Likkud                   | 11 de juny de 1990     | 13 de juliol de 1992   |
| Haim Ramon                | Partit Laborista         | 13 de juliol de 1992   | 8 de febrer de 1994    |
| Yitzhak Rabin             | Partit Laborista         | 8 de febrer de 1994    | 1 de juny de 1994      |
| Efraim Sneh               | Partit Laborista         | 1 de juny de 1994      | 18 de juny de 1996     |
| Tzachi Hanegbi            | Likkud                   | 18 de juny de 1996     | 12 de novembre de 1996 |
| Yehoshua Matza            | Likkud                   | 12 de novembre de 1996 | 6 de juliol de 1999    |
| Shlomo Benizri            | Xas                      | 6 de juliol de 1999    | 11 de juliol de 2000   |
| Roni Milo                 | Partit de Centre         | 10 d'agost de 2000     | 7 de març de 2001      |
| Nissim Dahan              | Xas                      | 7 de març de 2001      | 23 de maig de 2002     |
| Ariel Xaron               | Likkud                   | 23 de maig de 2002     | 3 de juny de 2002      |
| Nissim Dahan              | Xas                      | 3 de juny de 2002      | 28 de febrer de 2003   |
| Donen Naveh               | Likkud                   | 28 de febrer de 2003   | 14 de gener de 2006    |
| Yaakov Edri               | Qadima                   | 18 de gener de 2006    | 4 de maig de 2006      |
| Yaakov Ben-Yezri          | Gil                      | 4 de maig de 2006      | 31 de març de 2009     |
| Binyamín Netanyahu        | Likkud                   | 31 de març de 2009     | 18 de març de 2013     |
| Yael German               | Yeix Atid                | 18 de març de 2013     | 4 de desembre de 2014  |
| Binyamín Netanyahu        | Likkud                   | 4 de desembre de 2014  | 27 d'agost de 2015     |
| Ja'akov Litzman           | Yahadut Hatorah          | 27 d'agost de 2015     | En el càrrec           |

## Viceministres de Salut
| Viceministre              | Partit                         | Inici                  | Final                |
| ------------------------- | ------------------------------ | ---------------------- | -------------------- |
| Yitzhak Rafael            | Partit Nacional Religiós       | 2 de novembre de 1961  | 22 de març de 1965   |
| Shlomo-Yisrael Ben-Meir   | Partit Nacional Religiós       | 24 de març de 1965     | 12 de gener de 1966  |
| Abd el-Aziz el-Zoubi      | Alineament                     | 24 de maig de 1971     | 10 de març de 1974   |
| Shoshana Arbeli-Almozlino | Alineament                     | 24 de setembre de 1984 | 20 d'octubre de 1986 |
| Eliezer Mizrahi           | Agudat Yisrael, Geulat Yisrael | 25 de juny de 1990     | 13 de juliol de 1992 |
| Nawaf Massalha            | Partit Laborista               | 4 d'agost de 1992      | 18 de juny de 1996   |
| Shlomo Benizri            | Shas                           | 13 d'agost de 1996     | 6 de juliol de 1999  |
| Ja'akov Litzman           | Yahadut Hatorah                | 1 d'abril de 2009      | 18 de març de 2013   |
| Tzachi Hanegbi            | Likkud                         | 24 de desembre de 2014 | 14 de maig de 2015   |
| Ja'akov Litzman           | Judaisme Unit de la Torà       | 19 de maig de 2015     | 27 d'agost de 2015   |